# Palazzo Barberini ai Giubbonari

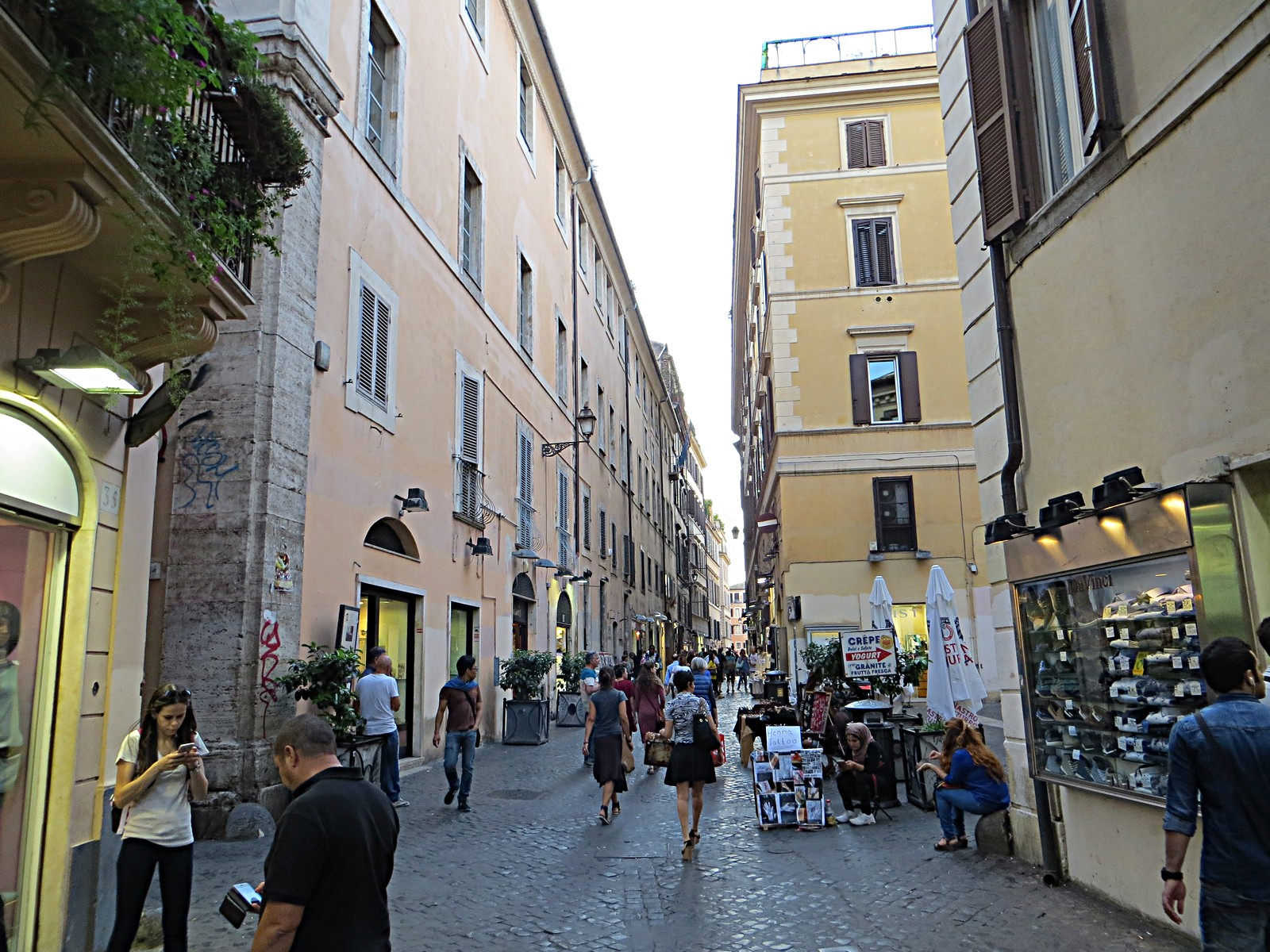
Fachada na Via dei Giubbonari à esquerda.

Palazzo Barberini ai Giubbonari, conhecido também como Casa Grande dei Barberini e Palazzo di Urbano VIII, é um palácio maneirista localizado na esquina da Via dell'Arco del Monte e a Via dei Giubbonari e com fachadas de frente para a Piazza del Monte di Pietà e o Largo dei Librari, no rione Regola de Roma. Ele tem este nome para diferenciá-lo do Palazzo Barberini na Via delle Quattro Fontane, no rione Trevi, construído depois.

## História

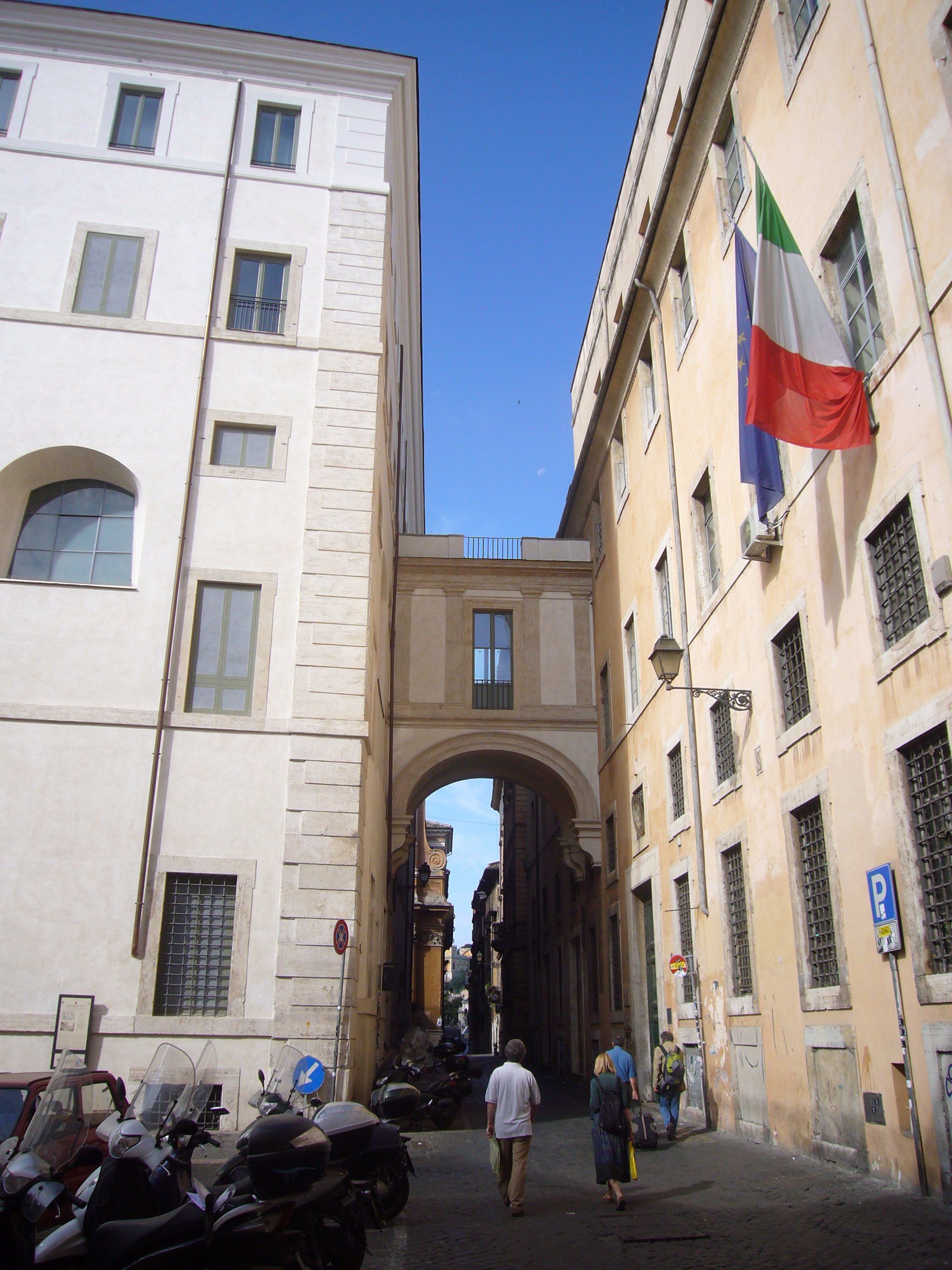
Fachada na Via dell'Arco del Monte com o arco em destaque. À esquerda, o Palazzo del Monte di Pietà.

Este grande palácio começou a ser construído em 1581, quando o monsenhor Francesco Barberini, protonotário apostólico, transferido para Roma vindo da Toscana, a terra natal da família, adquiriu uma pequena casa pertencente à família Scapucci, à qual rapidamente foram anexadas outras residências vizinhas numa obra de Annibale Lippi. Em 1591, o sobrinho de Francesco, Maffeo, começou a construir a ala de frente para a Via dei Giubbonari contratando Flaminio Ponzio. Outras obras foram realizadas sob a direção de Filippo Breccioli e Carlo Maderno, responsáveis por dar ao palácio sua singular escada espiral. Quando Maffeo se tornou papa, assumindo o nome de Urbano VIII, a família se transferiu para o majestoso Palazzo Barberini na Via delle Quattro Fontane, a Casa Grande foi entregue ao seu irmão, Carlo Barberini, que deu prosseguimento às obras contratando Giovanni Maria Bonazzini.
Com a morte de Carlo, em 1630, o palácio passou para seu filho Taddeo, responsável pela construção da fachada na Piazza del Monte di Pietà sob a direção do arquiteto Francesco Contini (1640-1642), que deu ao palácio seu prestigioso vestíbulo e uma torre de observação. O edifício permaneceu na família Barberini até o final de 1734, quando o príncipe Francesco o vendeu para a "Cúria Geral dos Carmelitas Descalços", que transformaram o átrio numa capela, Santi Teresa e Giovanni della Croce dei Carmelitani, dedicada aos santos Teresa de Ávila e João da Cruz, fundadores da ordem.
Quando, em 1759, os carmelitas se transferiram para o Palazzo Rocci Pallavicini, a Casa Grande foi vendida ao Monte di Pietà. O edifício foi então ampliado na direção da Via dei Pettinari para abrigar os escritórios da Depositeria Generale della Camera Apostolica e do "Banco de Depósitos" sob a direção de Nicola Giansimoni (1759-1764). Para ligar o edifício ao Palazzo del Monte di Pietà foi construído um arco pedestre sobre a Via dell'Arco del Monte conhecido como Arco del Monte.
O átrio, que havia sido transformado na capela dos carmelitas, foi restaurado ao seu estado original em 1759, mas perdeu suas doze colunas de granito, levadas para o Bracchio Nuovo dos Museus Vaticanos. Depois da unificação da Itália, em 1870, a Casa Grande foi confiscada pela Comuna de Roma e transformou-se na sede da escola elementar estatal "Trento e Trieste", cuja entrada principal fica na Via dei Giubbonari 41. A ala de frente para a Via dell'Arco del Monte tornou-se a sede da escola secundária "Vittoria Colonna", com entrada no número 99.

## Descrição
Hoje o exterior do edifício não tem nenhum interesse arquitetônico, mas no interior ainda estão algumas salas com a decoração original. A fachada na Via dei Giubbonari tem dezesseis janelas e a na Via dell'Arco del Monte di Pietà, dezoito.